# Манхерц, Кристиан
Кристиан Манхерц (венг. Manhercz Krisztián; род. 6 февраля 1997, Будапешт) — венгерский ватерполист, игрок сборной Венгрии. Бронзовый призёр летних Олимпийских игр 2020 года, чемпион мира 2023 года, чемпион Европы 2020 года. Участник трёх летних Олимпийских игр (2016, 2020 и 2024 годов).

## Карьера
На клубном уровне Кристиан Манхерц играл за «Вашаш Будапешт» до 2014 года, после чего три года проработал в ВК «Сегеди». В 2017 году присоединился к «Ференцварошу» из Будапешта на один сезон и выиграл с этим клубом титул чемпиона Венгрии. В 2018 году перешел в «Orvosegyetem SC».
С 2016 года привлекался к выступлениям за первую национальную сборную. На чемпионате Европы в Белграде завоевал бронзовую медаль. Принял участие в летних Олимпийских играх 2016 года в Бразилии, где венгры выиграли свою предварительную группу, но проиграли черногорцам в четвертьфинале в послематчевой серии штрафных бросков. В итоге на Олимпийском турнире венгры заняли пятое место. Манхерц в ходе турнира забил восемь голов.
В 2020 году на домашнем чемпионате Европы венгерская сборная, в составе которой выступал Кристиан, завоевала золотые медали. В финальном матче Венгрия переиграла сборную Испании в серии послематчевых штрафных бросков.
В 2021 году принимал участие в летних Олимпийских играх в Токио, где венгры стали бронзовыми призёрами турнира.
На чемпионате Европы 2022 года в Хорватии, венгры, в составе которых выступал Манхерц, стали обладателями серебряных медалей. В финальном поединке они уступили сборной Хорватии 9:10.
В 2023 году Кристиан Манхерц принял участие в чемпионате мира, который состоялся в Фукуоке. В финальном матче против Греции потребовалась серия пенальти, которую венгры выиграли.
На Олимпийских играх 2024 года в Париже Манхерц и сборная Венгрии уступили американцам в серии послематчевых штрафных бросков в поединке за бронзовые медали, оставшись на четвёртом месте.

## Награды
- Золотой Крест «За Заслуги» (2021).